# 長沼孝一郎
長沼 孝一郎（ながぬま こういちろう、1945年1月4日 - 2023年3月24日）は、日本の実業家。東京都出身。株式会社アサツー ディ・ケイ（ADK）最高顧問・元代表取締役取締役会議長・代表取締役会長グループCEO・代表取締役社長。一般社団法人日本広告業協会（JAAA）元副理事長。日本広告業厚生年金基金理事長。旭日中綬章受章。

## 人物
東京都出身。1967年、上智大学法学部法律学科卒業。1971年、米・サンタクララ大学大学院修了（MBA取得）。1981年、株式会社旭通信社（現・株式会社アサツーディ・ケイ）に入社。その後、同社国際担当取締役・常務取締役等を経て、2001年、同社代表取締役社長に就任。2010年、同社代表取締役会長に就任。2012年、同社代表取締役取締役会議長に就任。2015年、同社最高顧問に就任。
2016年、吉田秀雄記念賞を受賞。2008年に一般社団法人日本広告業協会（JAAA）副理事長に就任以来、同協会運営に尽力し、広告業界の発展向上に貢献。特に、運営委員会委員長として円滑な理事会運営を推進、財務委員会委員長としても協会の健全な財政運営のための指導を行った。
2017年、旭日中綬章を受章。同社代表取締役社長として約8年半にわたり、業績回復・業容拡大、経営の近代化や国際化等、会社業績の拡大に尽力。また、JAAAの運営を通じて広告業界の発展に尽くした功績が評価されての受章となった。
2023年3月24日、心不全のため死去。78歳没。

## 経歴
- 1967年 - 上智大学法学部卒業
- 1971年 - サンタクララ大学大学院修了
- 1981年 - 旭通信社入社
- 1998年 - 取締役就任
- 2000年 - 常務取締役就任
- 2001年 - 代表取締役社長就任
- 2007年 - 日本宣伝賞吉田賞受賞
- 2010年 - 代表取締役会長就任
- 2011年 - 取締役取締役会議長就任
- 2012年 - 代表取締役取締役会議長就任
- 2013年 - 取締役取締役会議長就任
- 2017年4月 - 旭日中綬章受章[4]

## 役職
- 一般社団法人日本広告業協会（JAAA）副理事長
- 日本広告業厚生年金基金理事長
- WPPグループ取締役